# Imploze

Na horním obrázku je zobrazena exploze, na dolním imploze.

Imploze je opakem exploze. Je to jev, při kterém se těleso, objekt nebo hmota zbortí do vlastního objemu, nebo je jeho strukturální integrita porušena vyšším tlakem prostředí, ve kterém se nachází. V praxi se s implozí lze setkat například u velkých elektronek nebo televizních obrazovek, ve kterých se za normálního stavu nachází technické vakuum. Při implozi, stejně jako při explozi, dochází k vyrovnávání entropie.
Princip imploze je také využit při odpalu plutoniové bomby, kdy je plutonium obaleno výbušninou a při její detonaci stlačováno dovnitř až do zahájení řetězové jaderné reakce.

## Imploze v astronomii
Imploze je často příčinou zániku a vzniku určitých přirozených vesmírných těles:
- bílý trpaslík, hustota 109 (miliardy) kg·m−3, implozi zastaví pružná látka - elektronové degenerované plazma, vzniklé narušením elektronových obalů v atomech (Pauliho vylučovací princip: elektrony nemohou být ve stejném kvantovém stavu, pokud jsou pospolu, vytvářejí zmíněnou látku), stabilní díky odpudivým coulombovským silám.
- neutronová hvězda (zahrnuje pulsary, magnetary), hustota řádově 1013 - 1015 (biliardy) kg·m−3, implozi zastaví až hustá masa neutronů (elektrony a protony jsou „vmáčknuty do sebe“, zbudou pouze neutrony).
- hyperonová hvězda, hustota 1015 - 1017? kg·m−3, implozi zastaví neutrony vybuzené do stavu hyperonů, stabilní díky znemožněnému rozpadu hyperonů.
- kvarková hvězda, hustota 1017 kg·m−3 a více, implozi zastaví extrémně hustá látka z jednotlivých kvarků a gluonů nevázaných v hadrony (kvark-gluonové plazma), vzniklá dalším „rozdrcením“ hyperonů nebo neutronů.
- preonová hvězda, hustota větší než 1017 - ?? kg·m−3, implozi zastaví extrémně hustá látka z jednotlivých preonů nevázaných v leptony a kvarky (preonové plazma), vzniklé dalším „rozdrcením“ kvarků.
- černá díra, hustota nekonečná, imploze by nebyla zastavena.